# 夢溪路站
夢溪路站是芜湖轨道交通2号线的车站，位于中华人民共和国安徽省芜湖市鸠江区梦溪路与赤铸山东路交汇处西侧。本站于2021年12月28日随着2号线一期的开通一并投入运营。

## 车站结构
夢溪路站为地上三层车站，一层为出入口，二层为车站大堂，三层为车站站台，设有两个侧式站台，并设有半高屏蔽门。

### 车站楼层
| 地上三层          | 站台层 | \| 側式 · 開右邊车门 \| \| \| \| \| \| █ 2号线往鸠兹广场（方特·徽州路） \| \| \| \| █ 2号线往万春湖路（万春湖路） \| \| 側式 · 開右邊车门 \| \| \| |
| 地上二层          | 站厅   | 客服中心、安检通道、自动售票机、验票机 |
| 地面              | 出入口 | 1-3出入口 |
| 側式 · 開右邊车门 |        | |
|                   |        | █ 2号线往鸠兹广场（方特·徽州路） |
|                   |        | █ 2号线往万春湖路（万春湖路） |
| 側式 · 開右邊车门 |        | |

## 车站出口
夢溪路站共设3个出口，各出口及周围设施如下所示：
|             |                  |                            |      |
| 出口编号    | 地点             | 可到达目的地               | 图片 |
| 1 · 出口    | 赤铸山路         | 安徽工程大学国际工程师学院 |      |
| 2 · 出口    | 赤铸山路         |                            |      |
| 3 · 出口    | 赤铸山路、梦溪路 | CRRC中车浦镇庞巴迪PBTS     |      |
| 4 · 出口    | 赤铸山路、梦溪路 | 高速東方御府、信德悅城     |      |
| 图例： 设有 |                  |                            |      |